# Zsolt Varga
Zsolt Varga (Budapeste, 9 de março de 1972) é um jogador de polo aquático húngaro, campeão olímpico.

## Carreira
Zsolt Varga fez parte do elenco campeão olímpico de 2000.